# ГЕС Раскін
ГЕС Раскін — гідроелектростанція на південному заході Канади у провінції Британська Колумбія, за три десятки кілометрів від східної околиці Ванкувера. Знаходячись після ГЕС Stave Falls, становить нижній ступінь каскаду на річці Stave, правій притоці Фрейзер, яка впадає до протоки Джорджія у зазначеному місті.
В межах проекту річку перекрили бетонною гравітаційною греблею висотою 59 метрів та довжиною 125 метрів, яка утримує водосховище Hayward Lake з площею поверхні 2,8 км2 та об’ємом 42 млн м3. 
Розташовану неподалік від греблі електростанцію ввели в експлуатацію у 1930-му році, а в 1950-му на ній змонтували додатковий гідроагрегат. Всього тут працюють три турбіни типу Френсіс загальною потужністю 105,6 МВт, які використовують напір у 38 метрів та забезпечують виробництво 374 млн кВт-год електроенергії на рік.